# Quercus canariensis
Espèce
Classification phylogénétique
Répartition géographique
Le Chêne zéen (prononciation : zé-in) (Quercus canariensis), aussi appelé Chêne des Canaries et parfois Chêne andalou ou Chêne biliaire, est une espèce d'arbres de la famille des Fagaceae, originaire d'Espagne, du Portugal, de Tunisie, d'Algérie et du Maroc, mais absent des îles Canaries. 

## Description
C'est un arbre à feuilles caduques à semi-persistantes, de taille moyenne à grande atteignant 20 à plus de 30 m de hauteur avec un tronc supérieur à 1,5 m de diamètre.
Les feuilles mesurent 10 à 15 cm en longueur et 6 à 8 cm en largeur, avec 6 à 12 paires de lobes peu profonds.
Les fleurs sont des chatons.
Le fruit est un gland mesurant 2,5 cm en longueur et 2 cm en largeur, dans une cupule peu profonde.

## Galerie

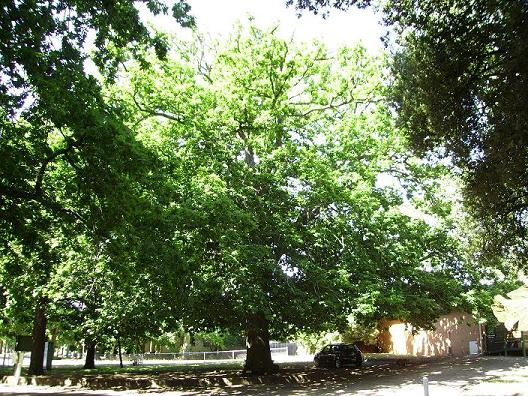
Un chêne zéen planté en Australie.
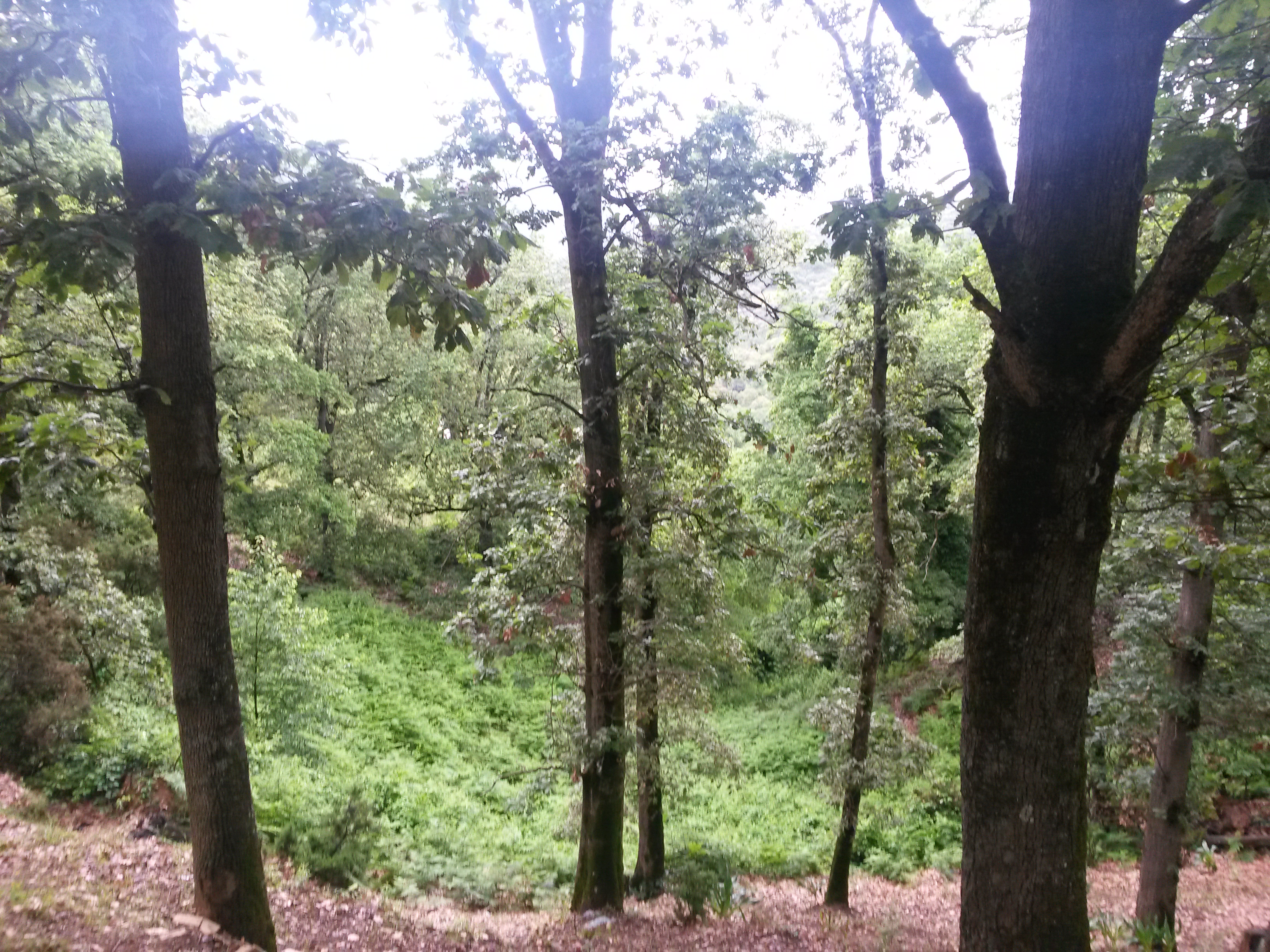
Dans une forêt de chênes zéens en Algérie.
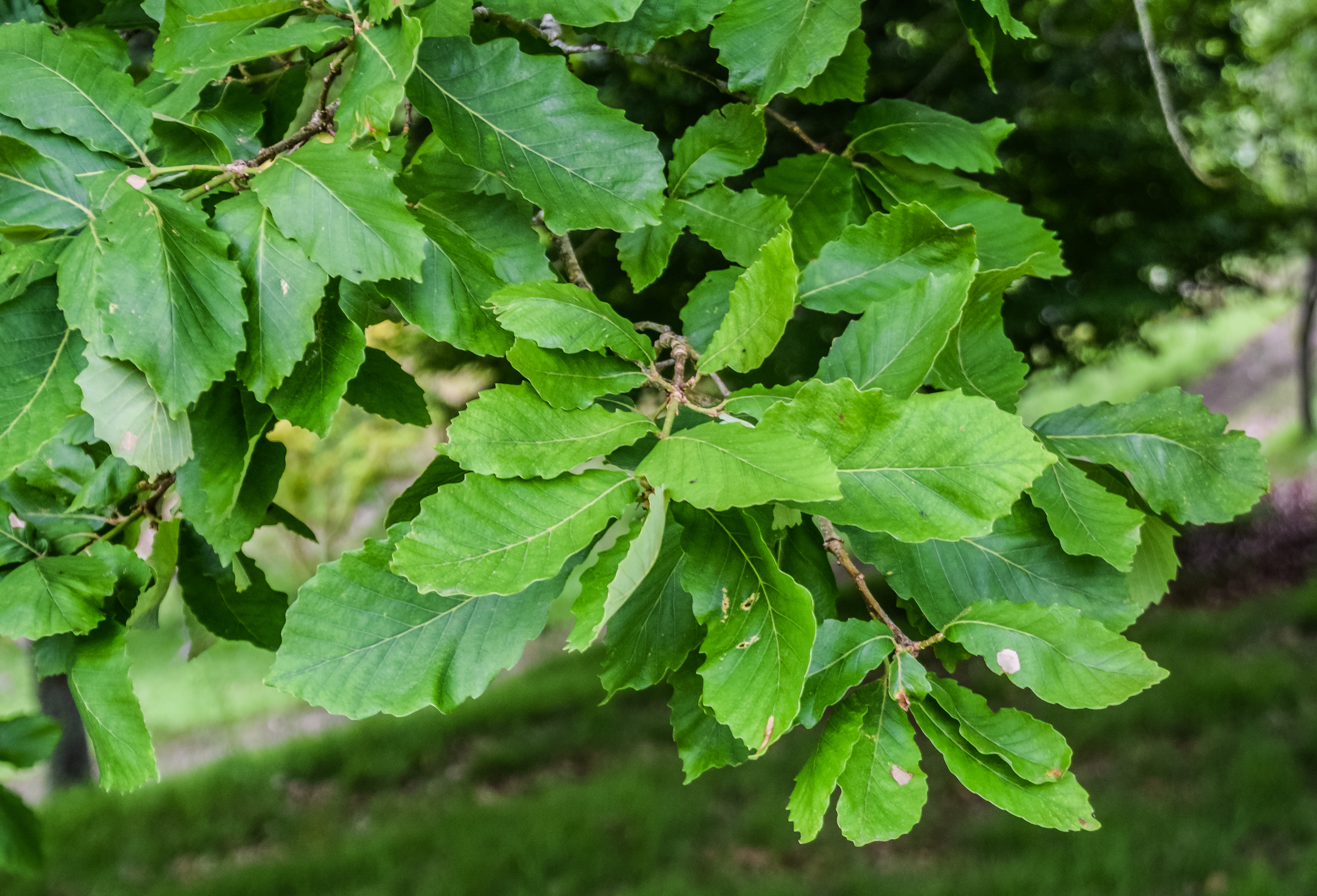
Feuillage de Quercus canariensis.

## Distribution
En Afrique du Nord, il forme des forêts d'une extension considérable en Kabylie en Algérie et en Kroumirie en Tunisie, tandis que sa répartition est plus fragmentée par les autres montagnes du Tell en Algérie et au Maroc (Rif et Moyen Atlas). Il est aussi présent dans la péninsule ibérique où il occupe une zone très dispersée comprenant la Cordillère côtière catalane autour de Barcelone, la Sierra Morena, le sud du Portugal et l'ouest de l'Andalousie (provinces de Cadix, Malaga, Séville, Huelva),. 
Malgré son nom scientifique, cette espèce n'est pas présente dans les îles Canaries.
Avec d'autres chênes méridionaux comme le chêne de Hongrie, le chêne chevelu, le chêne du Caucase, le chêne pubescent, etc, il fait partie des espèces étudiées en France pour leur potentiel dans un climat futur qui serait plus chaud et plus sec.

## Synonyme
- Quercus mirbeckii
- Quercus faginea subsp. baetica